# Pierfrancesco Majorino
Pierfrancesco Majorino (Milano, 14 maggio 1973) è un politico e scrittore italiano, dal 2023 consigliere regionale della Lombardia per il Partito Democratico, dopo essere stato europarlamentare dal 2 luglio 2019 al 4 aprile 2023.

## Biografia

### Prime esperienze politiche
Inizia la sua esperienza politica nel movimento studentesco, iscrivendosi a 14 anni nella Federazione Giovanile Comunista Italiana, l'organizzazione giovanile del Partito Comunista Italiano, e successivamente aderisce alla svolta della Bolognina di Achille Occhetto che porta al suo scioglimento e alla nascita del Partito Democratico della Sinistra (PDS).
È stato tra i fondatori dell'Unione degli Studenti, di cui ricopre la carica di presidente nazionale dal 1994 al 1998.
Nel 1998 aderisce alla svolta di Massimo D'Alema dal PDS ai Democratici di Sinistra (DS), ed entra a far parte del consiglio del Dipartimento per la solidarietà sociale della Presidenza del Consiglio, all'epoca presieduto dalla collega di partito e ministro Livia Turco; lavorando presso il dipartimento, Majorino si è occupato di politiche giovanili e della lotta contro le dipendenze.

### Consigliere e Assessore comunale
Nel 2004 viene eletto segretario della federazione dei DS a Milano e alle elezioni amministrative del 2006 si candida al consiglio comunale di Milano, nelle liste de L'Ulivo (a cui aderivano i DS) a sostegno del candidato sindaco de L'Unione Bruno Ferrante, risultando eletto consigliere comunale all'opposizione dell'amministrazione comunale di Letizia Moratti.
Nel 2007 a seguito dello scioglimento dei DS, sancito dal congresso di quell'anno, aderisce al Partito Democratico (PD), contribuendo a fondare la sezione milanese, di cui diviene nel 2008 capogruppo in consiglio comunale.
Alle amministrative del 2011 viene rieletto consigliere comunale, nelle liste del PD a sostegno dell'ex deputato Giuliano Pisapia, e successivamente nominato, nelle quali viene eletto sindaco, riportando il comune di Milano ad un governo di centro-sinistra dopo 18 anni; Pisapia, una volta insediatosi come primo cittadino, nomina Majorino Assessore alle politiche sociali.
In vista delle elezioni amministrative del 2016 si candida alle elezioni primarie del centro-sinistra per la scelta del candidato sindaco di Milano, indette a seguito della volontà dell'uscente Pisapia di non presentarsi per un secondo mandato. Alle primarie del 7 febbraio Majorino si classifica terzo, dietro al vicesindaco uscente Francesca Balzani e all'ex-commissario di governo per l'Expo 2015 Beppe Sala, poi eletto sindaco. Majorino viene rieletto in consiglio comunale e Sala lo sceglie nuovamente come assessore alle politiche sociali.
Durante il mandato da assessore si è occupato di lotta alle povertà, ideando il Patto per il riscatto sociale. Ha guidato il potenziamento dei servizi per le persone con disabilità e per gli anziani fragili, creando nuovi strumenti di accesso ai servizi di home care. Si è inoltre occupato di promuovere cultura e salute, di tutelare i diritti civili, istituendo il Registro delle Unioni civili, il Registro delle dichiarazioni anticipate di fine vita e la Casa dei Diritti per la difesa e la tutela delle persone contro ogni discriminazione, per il contrasto alla violenza di genere e la tratta degli esseri umani.
Alle primarie del PD del 2019 sostiene la mozione di Nicola Zingaretti, presidente della Regione Lazio e candidato con la carriera amministrativa più lunga alle spalle, che risulterà vincente con il 66% dei voti, entrando a far parte della direzione nazionale del partito.

### Elezione a europarlamentare
Alle elezioni europee del 2019 Majorino viene candidato al Parlamento europeo, tra le liste del Partito Democratico - Siamo Europei nella circoscrizione Italia nord-occidentale, risultando eletto europarlamentare con 93.175 preferenze (il terzo più votato nella circoscrizione), dimettendosi da assessore alla fine di giugno..
Nella commissione EMPL si è occupato di lavoro e tutela dei diritti dei lavoratori, è stato inoltre membro della sottocommissione Sicurezza e difesa della Commissione Affari Esteri AFET. Majorino è inoltre stato membro della delegazione parlamentare UE-Turchia dal 2019 al 2023, e nello stesso periodo ha partecipato alla delegazione per le relazioni con la Palestina a all’assemblea parlamentare per l’Unione per il Mediterraneo. Dal 2022 al 2023 ha fatto parte della sottocommissione per i diritti dell'uomo (DROI) ed è stato co-presidente dell’Interguppo deputato all'area Povertà estrema e diritti umani.
Per conto del partito europeo S&D ha coordinato la Commissione speciale INGE istituita con la finalità di vigilare su possibili ingerenze straniere nei processi politici dei paesi appartenenti all'UE.

### Corsa alla presidenza della Regione Lombardia
In vista delle elezioni regionali del 2023 viene candidato alla presidenza della Regione Lombardia, sostenuto da una coalizione formata da Partito Democratico - Lombardia Democratica e Progressista (PD, Articolo Uno e PSI), Movimento 5 Stelle, Patto civico - Majorino Presidente (Radicali Italiani, Possibile, Volt Italia, AVEC e Lombardi Civici Europeisti) e Alleanza Verdi e Sinistra. Alla tornata elettorale raccoglie il 33,93% dei voti e viene superato del presidente uscente Attilio Fontana (54,67%), pur riuscendo a fare un risultato migliore di Giorgio Gori nella precedente tornata con la concorrenza di Letizia Moratti. Viene comunque eletto in consiglio regionale della Lombardia in quanto candidato secondo classificato, dimettendosi da europarlamentare, e guidando l'opposizione alla giunta di centro-destra.
Alle primarie del PD del 2023 sostiene la mozione della deputata Elly Schlein, amica ed ex vicepresidente della Regione Emilia-Romagna, che risulterà vincente con il 53,75% dei voti.

## Vita privata
È sposato con Caterina Sarfatti, figlia dell'imprenditore Riccardo, candidato alla presidenza della Regione per il centro-sinistra alle elezioni regionali in Lombardia del 2005, con cui ha due figli.

## Opere
Pierfrancesco Majorino è autore di romanzi e saggi. 
- Giovani anno zero - viaggio nella nuova generazione, Satelliti, 2000.
- Dopo i lampi vengono gli abeti, Pequod, 2005.
- L'eterno giovedì, Dalai editore, 2007.
- Togliendo il dolore dagli occhi, Italic/Pequod, 2011.
- Maledetto amore mio, Laurana editore, 2014.
- Milano come Lampedusa? Dossier sull'emergenza siriana (a cura di, con Caterina Sarfatti), Novecento, 2014.
- Nel labirinto delle paure: Politica, precarietà e immigrazione (con Aldo Bonomi), Bollati Boringhieri, Torino, 2018.
- La Resa. Per amore della Lombardia: capire il disastro per guarirne le ferite (con Lorenzo Zacchetti), Ledizioni, Milano, 2020
- Sorella rivoluzione, Mondadori, 2022